# Zamek w Lublinie
Zamek w Lublinie – zamek w Lublinie, pierwotnie zbudowany w XII wieku, wielokrotnie przebudowywany. W XVI w. był rezydencją królewską, w XVII w. zniszczony. W XIX w. odbudowany jako więzienie (1831–1954). Od 1957 r. siedziba Muzeum Narodowego w Lublinie.
Już w XII w. na wzgórzu znajdował się drewniano-ziemny gród będący siedzibą kasztelana. Około połowy XIII w. wewnątrz umocnień dobudowano romański donżon (wieża mieszkalno-obronna). Dolne kondygnacje zbudowano z łamanego kamienia, a wyższe z cegły. Częste najazdy Litwinów, Tatarów i Rusinów skłoniły w pierwszej połowie XIV w. Kazimierza Wielkiego do wybudowania murowanego zamku w miejsce drewniano-ziemnego grodu. W jego skład wchodziły: wieża, dom mieszkalny, brama, kaplica Trójcy Świętej, basztę Żydowską i mury obronne. W 1418 na zlecenie króla Władysława Jagiełły kościół będący jednocześnie kaplicą zamkową ozdobiono polichromią w stylu rusko-bizantyńskim, która jest jednym z najcenniejszych zabytków w Polsce.

## Historia

### Polska przedrozbiorowa: gród, donżon i zamek
Początki zamku związane są z powstaniem w XII wieku kasztelanii lubelskiej. Za czasów Kazimierza Sprawiedliwego został wzniesiony na wzgórzu gród umocniony drewniano-ziemnym wałem. Około połowy XIII w. w obrębie górnej części grodu wybudowano murowaną wieżę obronno-rezydencjonalną (donżon). Wieża była pierwszym murowanym obiektem zamku.
W XIV wieku za panowania Kazimierza Wielkiego wzniesiono murowany zamek otoczony murem obronnym z bramą od zachodu. Wybudowano pierwszy gotycki pałac dla króla oraz basztę żydowską. Zamek, leżący na królewskim szlaku z Krakowa do Wilna, cieszył się zainteresowaniem i opieką Jagiellonów. Tu pod kuratelą Jana Długosza wychowali się synowie Kazimierza Jagiellończyka.
Około 1520 roku Zygmunt Stary zapoczątkował przebudowę zamku na okazałą renesansową rezydencję królewską, zatrudniając między innymi włoskich mistrzów sprowadzonych z Krakowa. Wybudowano nową bramę z wieżą, czworoboczną basztę, kamienicę Grodzką, podwyższono pałac królewski ozdabiając go attykami. W grudniu 1530 roku z polecenia króla Seweryn Boner wysłał na zamek w Lublinie architekta Bartolommeo Berrecciego.
W 1569 roku w murach zamku obradował sejm, na którym podpisano akt unii polsko-litewskiej – unię lubelską. 19 lipca 1569 na sejmie w Lublinie książę pruski Albrecht Fryderyk Hohenzollern złożył hołd lenny Zygmuntowi II Augustowi, co obecny wówczas Jan Kochanowski opisał w utworze Proporzec albo hołd pruski.
Pomiędzy 1635 a 1642 rokiem pod kierunkiem Jana Cangerle zamek prawdopodobnie wyremontowano. W 1648 w zamku kierował działaniami wojennymi król Jan Kazimierz. W latach 1655–1657 zamek zajmowały wojska szwedzkie, węgierskie i moskiewskie, co doprowadziło do jego ogromnych zniszczeń. Podczas działań wojennych budynek spłonął i zawalił się. Ocalały jedynie najstarsze budowle – kaplica i donżon. W 1743 starosta Jakub Zamoyski wzniósł nowe budynki kancelarii i archiwum, a w 1773 budynek dawnej bramy wjazdowej został przebudowany na cele mieszkalne przez starostę Wincentego Potockiego.

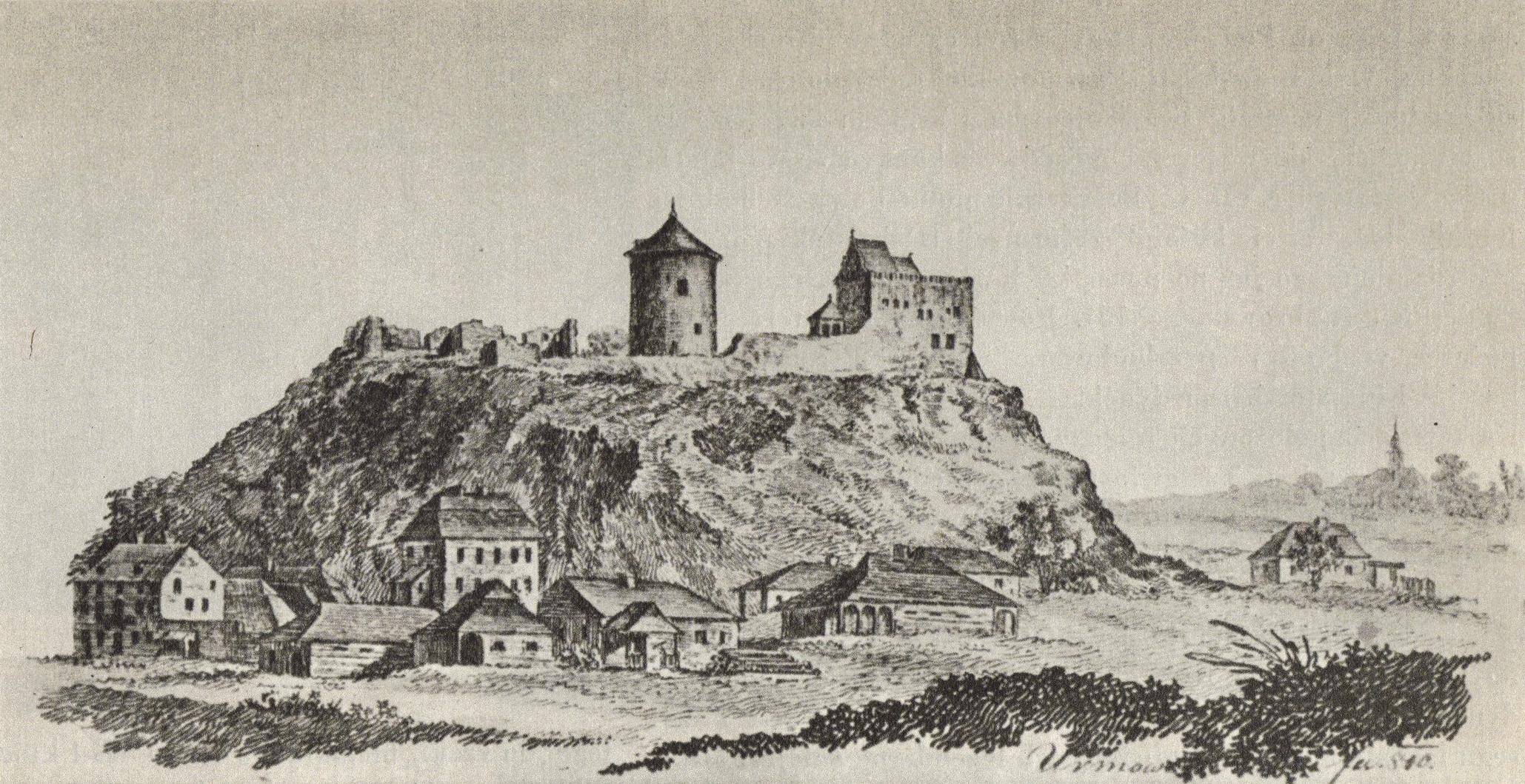
Zamek na rysunku z 1810 roku

### Od zaborów do 1954: więzienie
W latach 1823–1826, z inicjatywy Stanisława Staszica i według projektu Jana Stompfa, wzniesiono na wzgórzu nową budowlę w stylu neogotyku angielskiego, przeznaczoną na więzienie Królestwa Kongresowego. Funkcję więzienia budowla ta pełniła przez 128 lat. W latach 1831–1915 było tu więzienie carskie, głównie dla uczestników walk o niepodległość, m.in. powstańców styczniowych 1863.
W okresie 1918–1939 obok więźniów kryminalnych odbywali tu karę członkowie ruchu komunistycznego, za przynależność do nielegalnej Komunistycznej Partii Polski. II wojna światowa i okupacja (1939–1944) to okres funkcjonowania niemieckiego więzienia, przez które przeszło 40 tys. osób, głównie członków ruchu oporu. Duża część więzionych zginęła w egzekucjach i obozach śmierci. 22 lipca 1944, przed opuszczeniem Lublina, funkcjonariusze SS dokonali masowego mordu 300 więźniów zamku.
Po zakończeniu okupacji niemieckiej w sierpniu 1944 na zamku zorganizowano polityczne więzienie karno-śledcze, podległe władzom sowieckim, a następnie Urzędowi Bezpieczeństwa Publicznego. W latach 1944–1954 więziono tu około 35 tys. ludzi. Spośród 515 wydanych wyroków śmierci życie straciło 180 osób.
Po likwidacji więzienia w dniu 13 stycznia 1954 więźniów politycznych przewieziono do więzienia w Chełmie, a po przeprowadzeniu prac remontowych zamek przeznaczono na cele kultury. Od 1957 jest siedzibą główną Muzeum Narodowego w Lublinie, założonego w 1906.

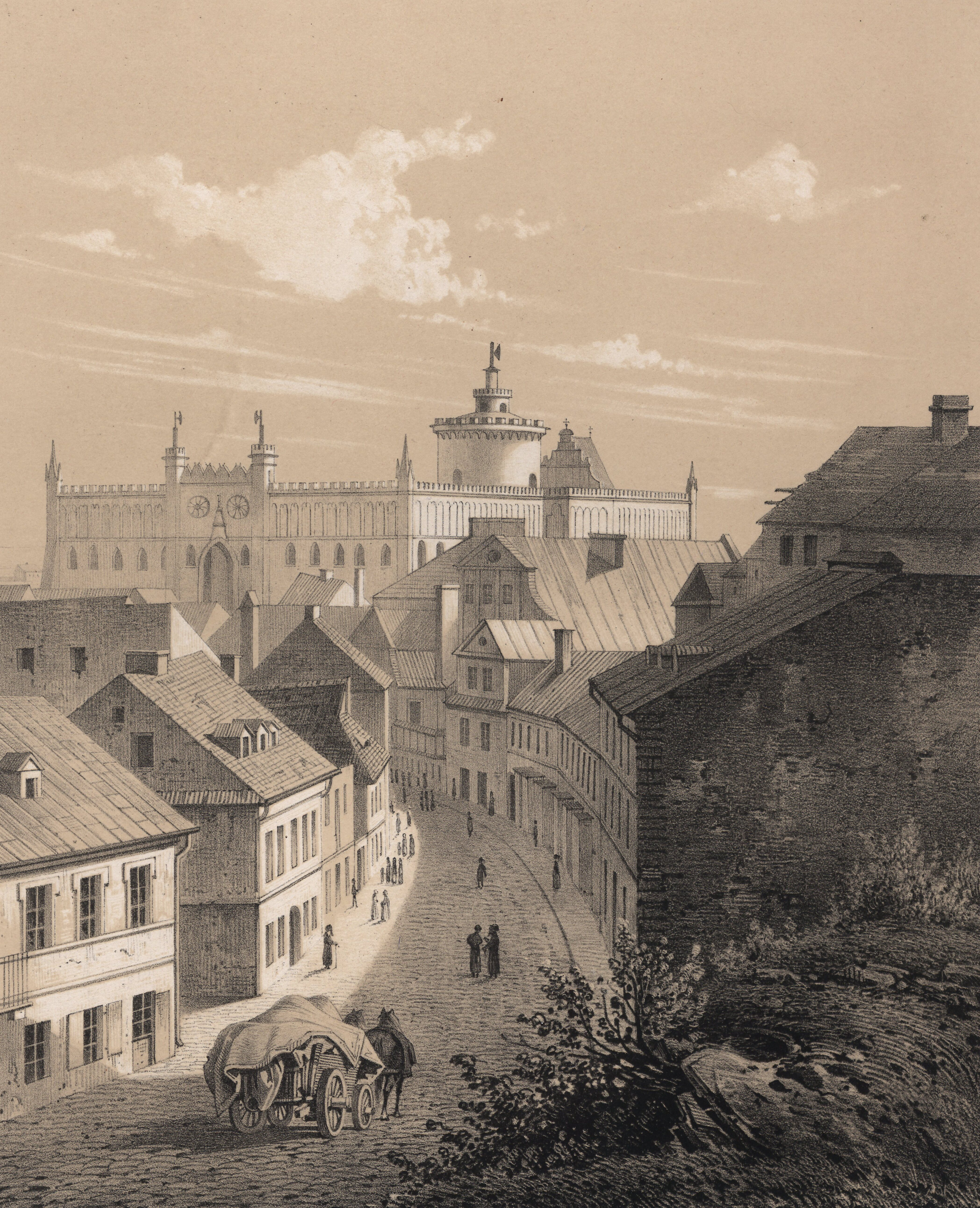
Zamek w Lublinie, rok 1860. Litografia Adama Lerue
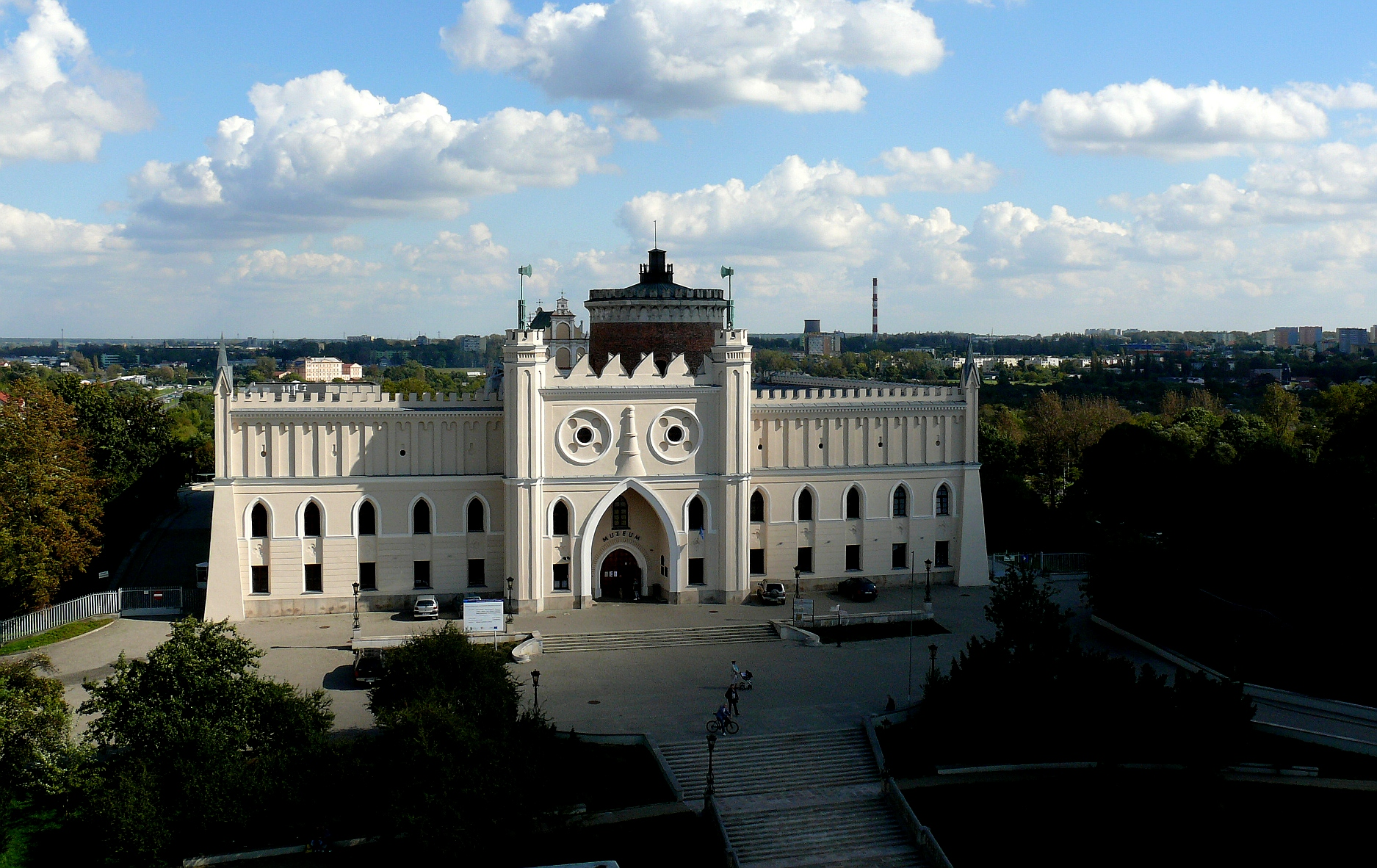
Zamek w Lublinie od strony zachodniej
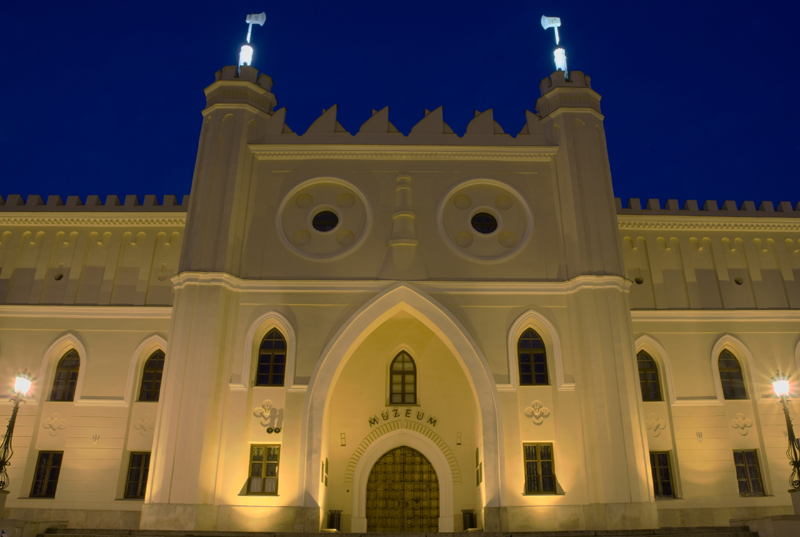
Front Zamku w Lublinie
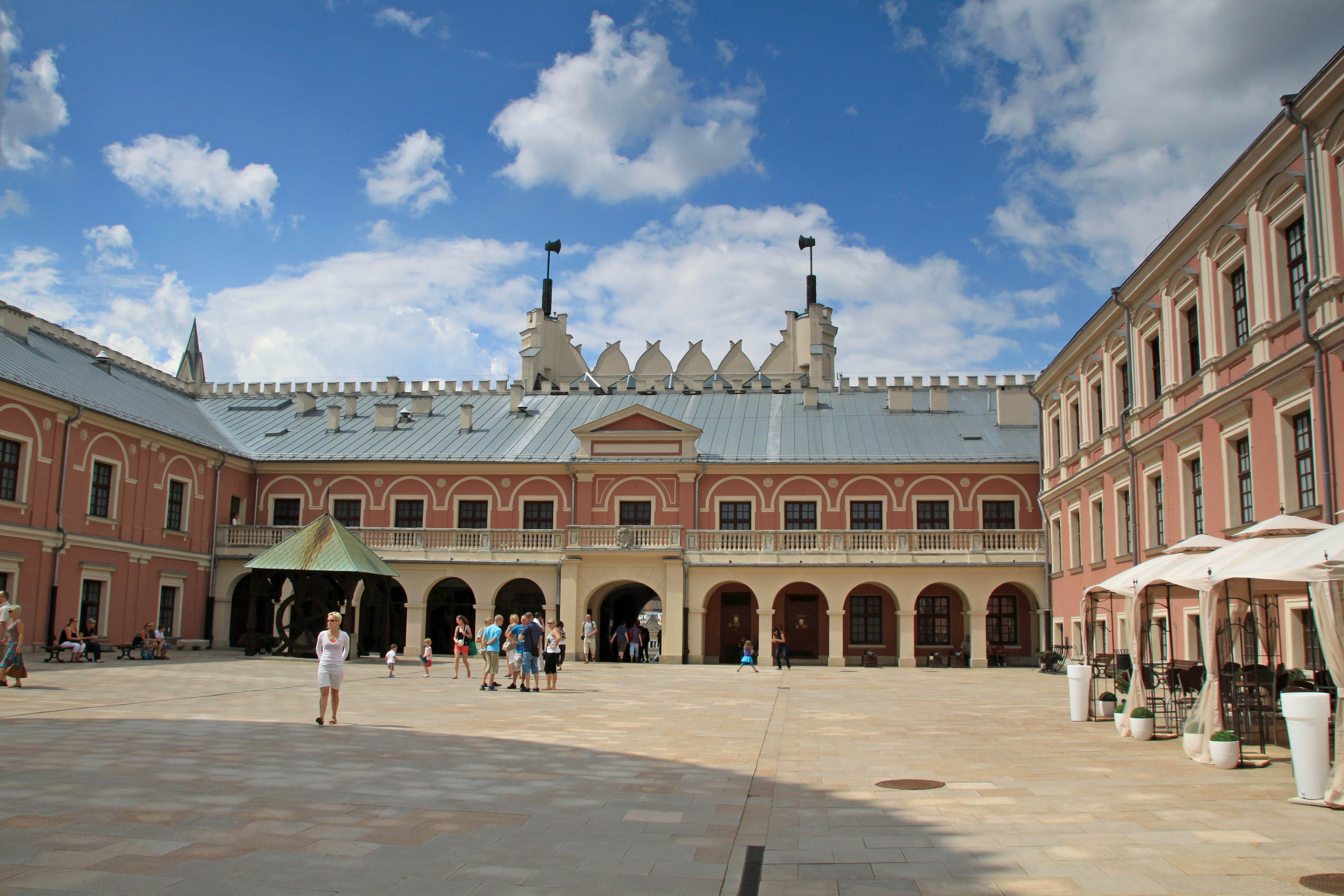
Dziedziniec zamkowy – widok od strony wschodniej

## Kompleks zamkowy

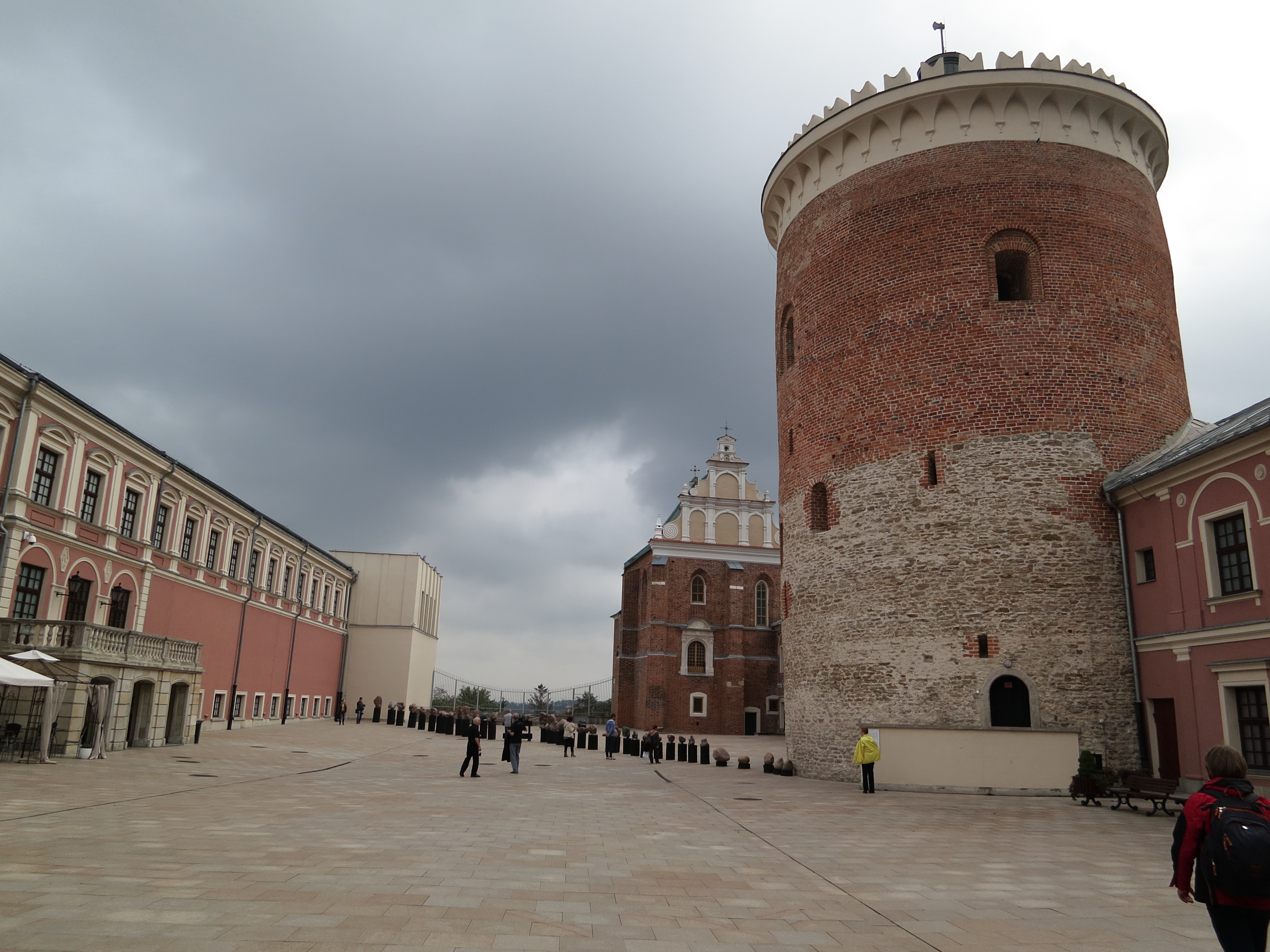
Dziedziniec zamkowy – kaplica Trójcy Świętej i donżon z XIII wieku

Najprawdopodobniej w XIV wieku powstał gotycki kościół zamkowy pod wezwaniem Trójcy Świętej, który pełnił funkcję kaplicy królewskiej. Z fundacji Władysława Jagiełły gotyckie wnętrza kaplicy pokryto malowidłami bizantyńsko-ruskimi. Prace ukończono w 1418 roku. Dzięki malowidłom, zachowanym do czasów współczesnych, Kaplica Trójcy Świętej stanowi zabytek w skali międzynarodowej.
Cennym zabytkiem sztuki romańskiej i jedną z najstarszych budowli na Lubelszczyźnie jest wieża zamkowa. Powstała w XIII wieku jako budowla obronno-mieszkalna (donżon). Stanowiła część grodu kasztelańskiego. Wzniesiona przy południowym zboczu wzgórza. Posiada trzy kondygnacje nadziemne. Grubość muru do 3,4 m, wewnątrz którego biegnie spiralna klatka schodowa. Dolne partie muru wzniesione z łamanego wapienia, wyższe z cegły. W czasie budowy gmachu przeznaczonego na więzienie (XIX wiek) wieża znalazła się w obrębie jego murów. Z tego okresu pochodzi wieńczący ją krenelaż. Na uwagę zasługuje zachowane romańskie okno biforyjne na III kondygnacji.